# Unionville, New York
Unionville är en ort i Orange County i delstaten New York, USA.